# Montecorvino Pugliano
Montecorvino Pugliano är en ort och kommun i provinsen Salerno i regionen Kampanien i Italien. Kommunen hade 10 863 invånare (2017).